# Rhabdomastix brittoni
Rhabdomastix brittoni là một loài ruồi trong họ Limoniidae. Chúng phân bố ở miền Tân bắc.